# Mélidore et Phrosine
Personnages
- Mélidore, haute-contre
- Phrosine, soprano
- Jule, ténor
- Aimar, baryton

Mélidore et Phrosine est un opéra (« drame lyrique ») en trois actes composé par Étienne-Nicolas Méhul. Le livret en français d'Antoine-Vincent Arnault est vaguement basé sur le mythe de Héro et Léandre. L'œuvre est créée au Théâtre Favart à Paris, le 6 mai 1794. Il est un exemple important d'opéra romantique précoce.

## Historique
Arnault a tiré son livret du poème narratif Phrosine et Mélidore de Gentil-Bernard. Dans ses mémoires, il décrit les difficultés qu'il a rencontrées avec la censure révolutionnaire de l'époque. Il soumet le livret au censeur Jean-Baptiste Baudrais, qui juge qu'il n'y a « rien d'innocent en lui ». Baudrais explique : « Mais ce n'est pas assez qu'un ouvrage ne soit pas contre nous, il faut qu'il soit pour nous. L'esprit de votre opéra n'est pas républicain ; les mœurs de vos personnages ne sont pas républicaines ; le mot liberté! n'est pas prononcé une seule fois. Il faut mettre votre opéra en harmonie avec nos institutions. »
Heureusement, Arnault reçoit le soutien de l'écrivain Gabriel-Marie Legouvé, qui ajoute quelques lignes au livret, afin qu'il contienne assez de références à la liberté et contente Baudrais. Par ailleurs, Méhul et Arnault composent et produisent rapidement l'opéra Horatius Coclès, beaucoup plus marqué politiquement, afin d'améliorer leur réputation auprès de la censure, ce qui facilite l'autorisation de Mélidore et Phrosine.
L'ouvrage, très avant-gardiste, reçoit un succès modéré et divise les critiques, certains y voyant un chef-d'œuvre (notamment Hector Berlioz, grand admirateur de Méhul, qui salue l'orchestration novatrice du compositeur), d'autres se plaignant de son manque de simplicité. Arnault n'étant pas impressionné par la performance du ténor Jean-Pierre Solié lors de la création, celui-ci est rapidement remplacé par Jean Elleviou.
Dans l'atmosphère trouble durant laquelle l'œuvre est à l'affiche, qui précède de quelques semaines la chute de Robespierre, Arnault continue de craindre que l'opéra n'attire l'attention indésirable des autorités, mais Méhul a pu auparavant s'attirer les bonnes grâces du politicien Bertrand Barère. Très peu de temps après, le musicien composera son œuvre de propagande révolutionnaire la plus célèbre, Le Chant du départ.

## Distribution de la création
| Rôles                | Voix         | Création, 6 mai 1794 Chef d'orchestre : Henri Montan Berton |
| -------------------- | ------------ | ----------------------------------------------------------- |
| Mélidore             | Haute-contre |                                                             |
| Phrosine             | Soprano      | Jeanne-Charlotte Saint-Aubin                                |
| Jule                 | Ténor        | Jean-Pierre Solié                                           |
| Aimar                | Baryton      |                                                             |
| Paysans, Marins, ... | Chœur        | Chœur                                                       |

## Argument

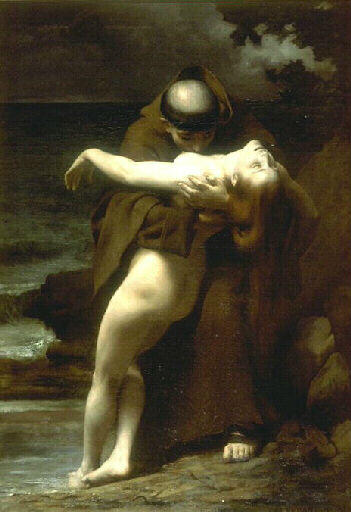
Mélidore et Phrosine, par Édouard Joseph Dantan.

### Acte 1
Un jardin à Messine
Mélidore est amoureux de Phrosine, mais leur mariage est interdit par Aimar et Jule, les frères de Phrosine, Aimar parce qu'il pense que Mélidore n'est pas d'une classe sociale assez élevée, Jule parce qu'il nourrit pour sa sœur des sentiments incestueux. Le couple prépare une fugue, afin qu'ils puissent être mariés par un ermite sur une île voisine, mais alors qu'ils sont en train de fuir, ils sont surpris par Aimar. Dans le combat qui s'ensuit, Mélidore blesse Aimar qui est laissé pour mort, et qui fait jurer à ses partisans de le venger.

### Acte 2
Une île avec une caverne d'ermite
Mélidore arrive sur l'île de l'ermite mais le trouve mort. Il décide alors d'usurper son identité pour se cacher. Jule et Phrosine arrivent pour demander à l'ermite s'il a vu le fugitif. Mélidore, ainsi déguisé, leur fait croire qu'il s'est noyé. Phrosine est bouleversée, mais elle reconnaît la voix de Mélidore. Les deux amoureux font secrètement un plan pour se revoir. Mélidore lui dit qu'il allumera, chaque nuit, un phare sur l'île pour guider Phrosine, qui pourra ainsi le rejoindre à la nage à travers le détroit de Messine.

### Acte 3
Un autre endroit de l'île
C'est la nuit. Mélidore allume le phare juste avant qu'une tempête ne se lève. Mélidore prie pour la sécurité de Phrosine. Malheureusement, la tempête éteint le phare. Un bateau arrive, mais il contient à son bord Jule, et non Phrosine. Jule explique qu'il a vu sa sœur nageant à travers le détroit, et qu'il est parti à sa poursuite. Phrosine a alors nagé vers son bateau car elle a confondu la torche de Jule avec le phare. Jule a refusé de la laisser monter à bord et l'a laissée se noyer. En entendant ces mots, Mélidore se jette à la mer pour sauver Phrosine, et parvient à ramener sa bien-aimée à terre. Jule, se repentant, accepte finalement le mariage des amoureux, tout comme Aimar, qui a finalement survécu à ses blessures.